# Мучинга (провинция)
Мучинга (англ. Muchinga Province) — одна из 10 провинций Замбии. Административный центр — город Чинсали. Образована в ноябре 2011 года в результате передачи 4 районов из Северной провинции и 1 района из Восточной провинции. Название получила по расположенным на территории провинции горам Мучинга.

## География
Площадь провинции составляет 87 806 км². Расположена в восточной части страны. Граничит с Танзанией (на севере), Малави (на востоке), Восточной провинцией (на юго-востоке), Центральной провинцией (на юго-западе), провинцией Луапула на западе и Северной провинцией (на северо-западе).

## Население
Население провинции по данным на 2010 год составляет 711 657 человек.

## Административное деление
В административном отношении подразделяется на 6 районов:
- Чама
- Чинсали
- Исока
- Мафинга
- Мпика
- Наконде